# Jászjákóhalma
Jászjákóhalma je vas na Madžarskem, ki upravno spada pod podregijo Jászberényi Županije Jász-Nagykun-Szolnok.